# Льюис, Дениз
Дениз Льюис (англ. Denise Lewis; род. 27 августа 1972, Уэст-Бромидж, Уэст-Мидлендс) — британская легкоатлетка (многоборье, прыжок в длину), чемпионка Игр Содружества, чемпионка Европы, призёр чемпионатов мира, чемпионка и призёр летних Олимпийских игр, участница трёх Олимпиад.

## Биография
На летних Олимпийских играх 1996 года в Атланте Льюис выступала в прыжках в длину и семиборье. В первом виде на предварительной стадии в лучшем прыжке она показала результат 6,33 м и не смогла пробиться в финальную стадию. В семиборье Льюис набрала 6489 очков и завоевала бронзовую медаль, уступив ставшей победительницей сирийке Гаде Шуаа (6780) и серебряному призёру, представительнице Белоруссии Наталье Сазанович (6563).
На следующей летней Олимпиаде 2000 года в Сиднее Льюис выступала только в семиборье. Она набрала 6584 очков и стала олимпийской чемпионкой, опередив ставшую серебряным призёром россиянку Елену Прохорову (6531) и бронзовую призёрку, белорусску Наталью Сазанович, повторившую свой успех 4-летней давности.
На Олимпиаде 2004 года в Афинах Льюис снова выступала в семиборье, но после прыжка в длину прервала выступление из-за травмы.